# Енгороцьке сільське поселення
Енгоро́цьке сільське поселення (рос. Энгорокское сельское поселение) — сільське поселення у складі Хілоцького району Забайкальського краю Росії.
Адміністративний центр та єдиний населений пункт — село Енгорок.

## Населення
Населення сільського поселення становить 138 осіб (2019; 171 у 2010, 217 у 2002).